# Ultramaratona
O termo ultramaratona serve para identificar corridas a pé que tenham uma distância superior a 42.195 metros, que é a distância oficial da maratona. Fora a distância da prova, utiliza-se um segundo critério na definição de ultramaratona: o tempo. Existem, por exemplo, provas de 6, 12, 24 ou 48 horas em circuito e pista de atletismo.
Outras modalidades de ultramaratona são provas com distâncias que variam de 50 km a 1000 km ou até 1000 Milhas e provas de tempo que chegam a 7 dias de prova.

## Ultramatonas no Brasil
- Rio Ultra 24H com provas de 24 horas,12 horas e 6 horas correndo em pista com premiações em dinheiro,troféu geral, faixa etária e medalha para todos que realizem distância maior que 42.195 metros.prova realizada em pista de atletismo oficial de 400 metros emborrachada.
- BR 135+ Ultramarathon 160 milhas, de São João da Boa Vista/SP a Campos do Jordão/SP pelo Caminho da Fé, single track e estradão de terra, montanhas, altimetria acumulada de 9.000 m, é realizada sempre na 2.ª quinzena de janeiro, www.brazil135.com.br

Ultramaratona Endurance 100 - Prova de 100km e 50km em pista de atletismo que ocorre em São Paulo -. SP
Caminhada Ecológica - Goiás - 310km - Trindade-Aruanã - Goiás  Todos os anos a Caminhada Ecológica é realizada no mês de Julho na alta temporada turística do Rio Araguaia. São 29 atletas que passam por uma seletiva, avaliados física e psicologicamente e que enfrentam a distância de 310km durante cinco dias, partindo de Trindade-GO até Aruanã-GO nas marges do Rio Araguaia.

Estrada e Caminhos:

Desafio Urubici 52 Km - Urubici - Santa Catarina 
Supermaratona do Rio Grande - 50 km - Rio Grande - Rio Grande do Sul 
Supermaratona 50km de Nova Friburgo - 50 km - Nova Friburgo - Rio de Janeiro 
Ultramaratona Bertioga-Maresias - 75 km Bertioga e Maresias - São Paulo 
Volta do Lago Caixa 100km - 100km e 51km - Brasília - Distrito Federal 
Ultramarathon 24Hs Run Valinhos - Sao Paulo 
Ultramaratona Rio 24h - Fuzileiros Navais - 24 horas - Rio de Janeiro - Rio de Janeiro 
24 Horas de Corrida na Pista - Parque do Ceret - São Paulo 
Indomit Costa Esmeralda Ultra Trail - 100milhas, 100km, 80km, 50km, 21km, 10km e 5km - Bombinhas e Porto Belo - Santa Catarina 
Extremo Sul Ultramarathon - A maior praia do Mundo - 226km - Rio Grande ao Chuí - Rio Grande do Sul
UAI - Ultramaratona Internacional dos Anjos, 235 km, Passa Quatro/MG
300 O Desafio, 300Km Estrada Real Minas Gerais - Brasil organização Ultra Runner Eventos
Ultramataratona de 48hs da Mantiqueira Passa Quatro MG
UD Ultra Desafio Série Extremo 50km e 120km
Ultramaraton 24Hs Run Campinas SP Brasil
Ultra 100KM BA 052 - Mundo Novo X Morro Chapéu - Bahia - Brasil
Desafio 4 Faróis 100KM - Salvador - Bahia - Brasil

## Ultramaratonas no Mundo
- Estrada e caminhos

Self-Transcendence 6 & 10 day races 100 km - EUA/Nova Iorque - 6 ou 10 dias 
Biel/Bienne 100 km 100 km (Suíça) 
Comrades Marathon 100 km (África do Sul) 
Grand Union Canal 145 mile Race 233,3 km (Inglaterra) 
Haney to Harrison 100k Ultra 100 km (British Columbia - Canadá) 
London to Brighton events 80,5 km (London to Brighton - Inglaterra)
Dartmoor Discovery 52,1 km (Princetown, Dartmoor, Devon - Inglaterra) 
Spartathlon 246 km (Grécia)
Two Oceans Marathon 56 km (Cidade do Cabo - Africa do Sul) 
Way Too Cool 50 Kilometer 50 km (Califórnia - Estados Unidos da América) 
JFK 50 Mile 80,5 km (Washington County, Maryland - Estados Unidos da América) 
The Tahoe Midnight Express Ultra 72 80,5 km (Pope Beach, South Lake Tahoe, Califórnia - Estados Unidos da América) 
- Montanha e trilhas

Addo Elephant Trail Run 160,9 km (Africa do Sul)
American River 50 Mile Endurance Run 80,5 km (Sacramento, Auburn - Estados Unidos da América) 
CajaMar Tenerife Bluetrail - Espanha
Angeles Crest 100 Mile Endurance Run 160,9 km (Wrightwood, Pasadena - Estados Unidos da América) 
Barkley Marathons 160,9 km (Frozen Head State Park, Tennessee - Estados Unidos da América) 
Big Horn Trail Run 160,9 km (Sheridan - Estados Unidos da América) 
Bear 100 Mile Endurance Run 160,9 km (Idaho - Estados Unidos da América) 
Grand Raid de la Réunion 162 km, altura máxima 2411 m na ilha Reunião 
Hardrock Hundred Mile Endurance Run 160,9 km (San Juan Mountains,Silverton - Estados Unidos da América) 
Jay Challenge 53,1 km (Vermont - Estados Unidos da América) 
Jemez Mountain Trail Runs 80,5 km (Los Alamos - Estados Unidos da América) 
Knee Knackering North Shore Trail Run 48,3 km (Vancouver, British Columbia - Canada) 
Leadville Trail 100 160,9 km (Leadville, Colorado - Estados Unidos da América) 
Lean Horse Ultramarathon 160,9 km (Dakota do Sul - Estados Unidos da América)
Madeira Island Ultra Trail
McNaughton Park Trail Runs
Miwok 100K
Old Pueblo 50 Mile Endurance Run
Quad Dipsea
Rennsteiglauf
Scorched Sole
StumpJump 50k
Tahoe Mountain Milers 160,9 km (Lake Tahoe, Carson City - Estados Unidos da América) 
TransRockies Run, 6 stages, 125m
Ultra Trail Tour du Mont Blanc
Vermont 100 Mile Endurance Run
Wasatch Front 100 Mile Endurance Run
Western States Endurance Run
White River 50 Miler 80,5 km (Crystal Mountain, Washington - Estados Unidos da América) 
32 mile Wyoming ultramarathon 51,5 km (Bighorn Mountains - Estados Unidos da América) 
Copper Canyon Ultramarathon 273,5 km (México) 
Oh Meu Deus - Covilhã 160 km (Serra da Estrela, Portugal) 
- Condições extremas

Atacama Crossing
Badwater Ultramarathon
Gobi March
Marathon des Sables
Kalahari Augrabies Extreme Marathon
RacingThePlanet
Sahara Race
The Last Desert
Ultramaratona de Gelo Antártica
- Percursos muito longos e eventos de vários dias

Self-Transcendence 3100 Mile Race 4 988 km
Spreelauf 420 km (Spreelauf - Alemanha)
Bruce Trail 800 km (Ontario, Canada) (10-15 dias).
The Bunion Derby 3,428 milhas (5 515 km) Los Angeles, New York - Estados Unidos da América (3 meses).